# Lonlolo (Ort)
Lonlolo ist ein osttimoresischer Ort im Suco Molop (Verwaltungsamt Bobonaro, Gemeinde Bobonaro). Das Dorf liegt im Südwesten der Aldeia Lonlolo, auf einer Meereshöhe von 347 m, am Nordufer des Pa, einem Nebenfluss des Loumea. Eine Straße führt nach Westen in den Nachbarort Gill. Am Flussufer gegenüber von Lonlolo liegt südlich das kleine Dorf Bo’o.
Im Dorf Lonlolo befinden sich der Sitz des Sucos, eine Kapelle, ein Friedhof und eine Grundschule.